# 대한민국 헌법 제4조
대한민국 헌법 제4조는 자유민주주의적 통일을 지향함을 선언한 대한민국 헌법의 조항이다.

## 본문
대한민국은 통일을 지향하며, 자유민주적 기본질서에 입각한 평화적 통일정책을 수립하고 이를 추진한다.

## 참조조문
헌법 제66조③ 대통령은 조국의 평화적 통일을 위한 성실한 의무를 진다.

헌법 제69조 대통령은 취임에 즈음하여 다음의 선서를 한다. "나는 헌법을 준수하고 국가를 보위하며 조국의 평화적 통일과 국민의 자유와 복리의 증진 및 민족문화의 창달에 노력하여 대통령으로서의 직책을 성실히 수행할 것을 국민 앞에 엄숙히 선서합니다."

## 내용
- 국가의 통일 지향
- 통일정책 수립 및 추진

## 헌법 제3조와의 관계
대한민국 헌법 제3조는 대한민국의 영토를 한반도와 그 부속도서로 확정하고 있다. 제4조에서는 평화적 통일에 관한 조항을 두고 있는데, 이 두 조항이 논리적으로 모순되는가에 대한 여러 가지 견해가 있다.
- 권영성교수는 통일조항이 신법으로, 구법인 영토조항에 우선한다고 본다. 또한 남북분단이라는 사실 인식과 영토의 범위는 국가 권력이 미치는 공간까지라는 국제법상의 원칙으로 볼 때, 비현실적인 영토조항보다 통일조항이 우선한다고 본다.
- 계희열교수는 특별법인 통일조항이 일반법인 영토조항에 우선한다고 본다.
- 김선택교수는 남북관계의 이중성이라는 현실이 헌법에 반영되어, 그때마다의 상황에 적합한 입법을 위한 헌법의 의사로 본다.
- 허영교수는 영토조항은 역사성의 표현이고, 통일조항은 가치지향적인 개념으로 결코 상충되지 않는다고 본다.
- 김명기교수는 통일의 의미를 지리적인 의미보다는 정부의 통일이라는 의미로 해석하여, 양 조항이 상충되지 않는다고 본다.
- 도회근교수와 최대권교수는 영토조항은 프로그램적 조항으로, 통일조항은 현실적·구체적·법적 규정으로 보아, 영토조항의 현실적·구체적인 법적 효력을 부인한다.
- 장명봉교수는 대한민국 헌법의 이념과 헌법 정책으로 볼 때, 통일조항이 우월하다고 본다.
- 이장희교수 및 장명봉교수는 영토조항에 대한 헌법개정이 요구된다고 본다.
- 송기춘교수는 4조의 '통일을 지향'한다는 의미가 국가와 국가 사이가 아니고 수복해야 할 대상이라고 본다는 전제하에, 북한을 국가로 인정하고 있지는 않다고 보아, 양 조항이 충돌하지 않는다고 본다.

## 독일의 통일 사례 (헌법적)
서독은 독일기본법의 제정당시에 적용범위를 서독지역으로 국한하고, 이외의 지역은 서독에 편입될 때 적용하도록 규정하였다(독일기본법 제23조). 또한 통일헌법이 제정되면 기본법의 효력이 상실된다고 규정(제146조)하여 통일에 대비하였다.
양측의 관계도 한 민족, 두 국가라는 이론을 통해, 동독을 인정하면서도, 동독을 국제법상의 외국으로 보지는 않았다.

## 주요 판례
- 대한민국의 헌법재판소는 남북교류협력에관한법률 제9조 제3항 위헌소원 소송에서 다음과 같이 판시하였다.[1]

우리 헌법은 그 전문에서 “……우리 대한국민은……평화적 통일의 사명에 입각하여 정의·인도와 동포애로써 민족의 단결을 공고히 하고……”라고 규정하고 있고, 제4조에서는 “대한민국은 통일을 지향하며, 자유민주적 기본질서에 입각한 평화적 통일정책을 수립하고 이를 추진한다”고 규정하고 있으며, 제66조 제3항에서는 “대통령은 조국의 평화적 통일을 위한 성실한 의무를 진다”고 규정하고 있다. 위와 같은 헌법상 통일관련 규정들은 통일의 달성이 우리의 국민적·국가적 과제요 사명임을 밝힘과 동시에 자유민주적 기본질서에 입각한 평화적 통일 원칙을 천명하고 있는 것이다. 따라서 우리 헌법에서 지향하는 통일은 대한민국의 존립과 안전을 부정하는 것이 아니고, 또 자유민주적 기본질서에 위해를 주는 것이 아니라 그것에 바탕을 둔 통일인 것이다. 그러나 평화적 통일을 위하여서는 북한과 적대관계를 지속하면서 접촉·대화를 무조건 피하는 것으로 일관할 수는 없고, 자유민주적 기본질서에 입각하여 상호 접촉하고 대화하면서 협력과 교류의 길로 나아가는 것이 평화적 통일을 위한 초석이 되는 것이며, 순수한 동포애의 발휘로서 서로 도와주고 일정한 범위 내에서 경제적, 기술적 지원과 협조를 도모하여 단일민족으로서의 공감대를 형성하는 것이야말로 헌법 전문의 평화적 통일의 사명에 입각하여 민족의 단결을 공고히 하는 방편으로서 헌법정신에 합치되는 것이다.

(2)그런데 이 법은 앞서 본 바와 같이 기본적으로 북한을 평화적 통일을 위한 대화와 협력의 동반자로 인정하면서 남북대결을 지양하고, 자유왕래를 위한 문호개방의 단계로 나아가기 위하여 종전에 원칙적으로 금지되었던 대북한 접촉을 허용하며, 이를 법률적으로 지원하기 위하여 제정된 것으로서, 그 입법목적은 평화적 통일을 지향하는 헌법의 제반규정에 부합하는 것이다. 이 법이 없다면 남북한간의 교류, 협력행위는 국가보안법에 의하여 처벌될 수 있으나, 이 법에서 남북관계에 관한 기본적 용어정리, 통신·왕래·교역·협력사업 등에 관한 포괄적 규정(제9조 내지 제23조)과 타법률에 대한 우선적용(제3조) 등을 규정하고 있는 관계로 그 적용범위 내에서 국가보안법의 적용이 배제된다는 점에서, 이 법은 평화적 통일을 지향하기 위한 기본법으로서의 성격을 갖고 있다고 할 수 있다.

(3)그러나 북한과의 접촉이나 교류가 일정한 원칙이나 제한 없이 방만하게 이루어진다면, 국가의 안전보장과 자유민주적 기본질서의 유지에 어려움을 가져올 수 있을 뿐만 아니라, 평화적 통일을 이루어 나가는 데에 지장을 초래할 수 있으며, 한편으로 북한주민과 접촉·교류하는 개개 당사자들의 목적달성이나 안전에도 장애를 가져올 수 있다. 따라서 정부가 남북한간의 접촉과 대화, 교류·협력의 기본방향을 정하고, 그에 따라 각 분야에서 필요한 민간부문의 교류·협력을 지속적으로 지원하고 보장하기 위하여 북한주민 등과의 접촉에 대하여 일정한 조정과 규제를 하는 것은 헌법상의 평화통일의 원칙과 국가안전보장 및 자유민주주의질서의 유지, 그리고 국민의 기본권보장이라는 원리들을 조화롭게 실현하기 위한 방편이 될 것이다.

(중간생략)

(6)청구인은 또 이 사건 법률조항이 남북합의서의 자유로운 남북교류협력조항에 반하여 헌법에 위반된다고 주장하고 있으나, 일찍이 헌법재판소는 “남북합의서는 남북관계를 ‘나라와 나라 사이의 관계가 아닌 통일을 지향하는 과정에서 잠정적으로 형성되는 특수관계’임을 전제로 하여 이루어진 합의문서인바, 이는 한민족공동체 내부의 특수관계를 바탕으로 한 당국간의 합의로서 남북당국의 성의있는 이행을 상호 약속하는 일종의 공동성명 또는 신사협정에 준하는 성격을 가짐에 불과”하다고 판시하였고, 대법원도 “남북합의서는 ……남북한 당국이 각기 정치적인 책임을 지고 상호간에 그 성의 있는 이행을 약속한 것이기는 하나 법적 구속력이 있는 것은 아니어서 이를 국가간의 조약 또는 이에 준하는 것으로 볼 수 없고, 따라서 국내법과 동일한 효력이 인정되는 것도 아니다”고 판시하여(대법원 1999. 7. 23. 선고 98두14525 판결), 남북합의서가 법률이 아님은 물론 국내법과 동일한 효력이 있는 조약이나 이에 준하는 것으로 볼 수 없다는 것을 명백히 하였다.

따라서 설사 이 사건 법률조항이 남북합의서의 내용과 배치되는 점을 포함하고 있다고 하더라도, 그것은 이 사건 법률조항이 헌법에 위반되는지의 여부를 판단하는 데에 아무런 관련이 없다고 할 것이다.

- 헌법상 여러 통일관련 조항들로부터 국민 개개인의 통일에 대한 기본권, 특히 국가기관에 대하여 통일과 관련된 구체적인 행동을 요구하거나 일정한 행동을 할 수 있는 권리가 도출되지 않는다.[2]

- 헌법에서 지향하는 통일은 대한민국의 존립과 안전을 부정하는 것이 아니고, 또 자유민주적 기본질서에 위해를 주는 것이 아니라 그것에 바탕을 둔 통일이다.[3]

## 같이 보기
- 대한민국 헌법 전문
- 대한민국 헌법 제1장
- 대한민국 헌법 제3조
- 대한민국 헌법 제63조
- 대한민국 헌법 제66조
- 대한민국 헌법 제69조
- 남북통일
- 남북교류협력에관한법률
- 남북관계발전에관한법률
- 민주평화통일자문위원회